# George Jackson (canción)
«George Jackson» es una canción del músico estadounidense Bob Dylan. Dylan compuso la canción en 1971 como tributo a George Jackson, líder del Partido Pantera Negra que había sido recientemente asesinado por guardias en la Prisión Estatal de San Quentin el 21 de agosto de 1971, un hecho que provocó indirectamente la rebelión de los prisioneros de la prisión Estatal de Attica.

## Historia
Dylan grabó la canción en el estudio B de los Columbia Recording Studios de Nueva York el 4 de noviembre de 1971, y fue al poco tiempo publicada como sencillo el 12 de noviembre del mismo año. El sencillo incluyó en la cara A una versión de estudio con el respaldo de músicos, mientras que la cara B incluyó una versión en acústico de la misma canción.
La canción alcanzó el top 40 en Canadá, Países Bajos y Estados Unidos. La versión con banda fue incluida posteriormente en el recopilatorio Masterpieces, publicado de forma limitada en Japón y Australia en 1978. Ambas versiones estuvieron también disponibles en Bob Dylan: The Collection en formato de descarga digital desde 2006. Sin embargo, la colección fue eliminada de iTunes en diciembre de 2009.
La canción fue también versionada por Steel Pulse en el álbum African Holocaust.

## Personal
Versión «Big Band»
- Bob Dylan: voz, guitarra y armónica
- Kenneth Buttrey: batería
- Ben Keith: pedal steel guitar
- Leon Russell: bajo
- Joshie Armstead: coros
- Rosie Hicks: coros

Versión acústica
- Bob Dylan: voz, guitarra y armónica

## Posición en listas
| País           | Lista             | Posición |
| -------------- | ----------------- | -------- |
| Canadá         | RPM Singles Chart | 22       |
| Estados Unidos | Billboard Hot 100 | 33       |
| Países Bajos   | Dutch Top 100     | 11       |